# Åbron
Åbron är ett tidigare järnbruk i Ockelbo socken, Ockelbo kommun, Gävleborgs län (Gästrikland).
Åbron, eller Åbro masugn, anlades 1675 och kom tillsammans med Brattfors och Viksjö bruk att utgöra ursprunget till Ockelboverken. Masugnen uppfördes i sten efter fransk förebild, till skillnad från de s.k. mulltimmerhyttorna. Tackjärnet fördes på pråmar över till hammarsmedjorna vid Brattfors. Åbro masugn kom att byggas om åtskilliga gånger innan den slutligen lades ned 1857 för att ersättas med Jädraås bruk. 
Kvar av hyttan finns idag endast stenfundament. I området finns dock en över hundra meter lång vägbank ut i Hammarsjön byggd av slagg från masugnen. Tanken var att bygga en forväg över sjön till Brattfors, men projektet fullbordades aldrig. Vidare finns en mjölnarbostad kvar och två andra byggnader som hört till järnhanteringen.